# Punische Treue
Punische Treue (lateinisch fides Punica oder fides Graeca, wörtlich griechische Treue) ist ein sprichwörtlicher Begriff für habituelle Wortbrüchigkeit. Den Puniern wurde Meineidigkeit nachgesagt.
Der Begriff wird erstmals in einem Text von Livius erwähnt: „haud negaverim propter non nimis sincere petitam aut exspectatam nuper pacem suspectam esse vobis Punicam fidem“. Es handelt sich hierbei um eine Charakterisierung Hannibals, „welche nicht schlechter ausfallen könnte“.